# Oporto Challenger 2 1992
L'Oporto Challenger 2 1992 è stato un torneo di tennis facente parte della categoria ATP Challenger Series nell'ambito dell'ATP Challenger Series 1992. Il torneo si è giocato a Porto in Portogallo dal 29 giugno al 5 luglio 1992 su campi in terra rossa.

## Vincitori

### Singolare
Jordi Arrese ha battuto in finale  Lars Jonsson con il punteggio di 2–6, 6–1, 6–0

### Doppio
Doug Eisenman /  Bent-Ove Pedersen hanno battuto in finale  Jordi Arrese /  Àlex Corretja con il punteggio di 1–6, 6–4, 6–2